# Golem, le tueur de Londres
Pour les articles homonymes, voir Golem (homonymie).
Pour plus de détails, voir Fiche technique et Distribution.
Golem, le tueur de Londres (The Limehouse Golem, litt. « Le Golem de Limehouse ») est un film d'horreur britannique réalisé par Juan Carlos Medina, sorti en 2016. Il s’agit de l’adaptation du roman Le Golem de Londres (Dan Leno and the Limehouse Golem) de Peter Ackroyd (1994).

## Synopsis
Dans le Londres des années 1880, une série de meurtres sanglants et cruels secouent le quartier glauque de Limehouse. L’opinion publique met en évidence que ces crimes ne peuvent avoir été commis que par le monstre Golem, un monstre des légendes hébraïques d’Europe centrale. La police britannique, Scotland Yard, envoie John Kildare, l’un de ses meilleurs détectives, pour tenter de démasquer le coupable au sein d’un music-hall.

## Fiche technique
Sauf indication contraire, les informations mentionnées dans cette section peuvent être confirmées par la base de données cinématographiques IMDb,  présente dans la section « Liens externes ».
- Titre original : The Limehouse Golem
- Titre français : Golem, le tueur de Londres
- Réalisation : Juan Carlos Medina
- Scénario : Jane Goldman, d'après le roman Le Golem de Londres (Dan Leno and the Limehouse Golem) de Peter Ackroyd
- Direction artistique : Grant Montgomery
- Décors : Frederic Evard et Nick Wilkinson
- Costumes : Claire Anderson
- Photographie : Simon Dennis
- Montage : Justin Krish
- Musique : Johan Söderqvist
- Production : Elizabeth Karlsen, Stephen Woolley et Joanna Laurie
- Sociétés de production : Number 9 Films ; Lipsync Post (coproduction)
- Société de distribution : Lionsgate, Condor Entertainment (France)
- Pays d'origine :  Royaume-Uni
- Langue originale : anglais
- Format : couleur
- Genres : horreur
- Durée : 105 minutes
- Dates de sortie :
  - Canada : 1er juillet 2017 (Festival international du film de Toronto)
  - France : 31 mars 2017 (Festival international du film policier de Beaune) ; 23 janvier 2018 (DVD)
  - Royaume-Uni : 1er septembre 2017
  - Québec : 13 octobre 2017[1]

## Distribution
- Bill Nighy (VF : Jean Barney) : l’inspecteur John Kildare
- Olivia Cooke (VF : Julia Boutteville) : Elizabeth Cree
- Douglas Booth (VF : Jean-Marco Montalto) : Dan Leno
- Daniel Mays (VF : Jérôme Wiggins) : George Flood
- Sam Reid (VF : Gauthier Battoue) : John Cree
- María Valverde (VF : Maëlle Genet) : Aveline Ortega
- Eddie Marsan (VF : Vincent Violette) : l’oncle
- Henry Goodman (VF : Michel Elias) : Karl Marx
- Paul Ritter : Augustus Rowley
- Morgan Watkins (en) (VF : Valéry Schatz) : George Gissing
- Peter Sullivan (VF : Bernard Bollet) : l’inspecteur Roberts
- Amelia Crouch (VF : Marine Bertieaux) : Elizabeth jeune
- Adam Brown : M. Gerrard
- Clive Brunt : Charlie

## Accueil

### Festivals et sorties
Golem, le tueur de Londres est sélectionné dans la catégorie « Special Presentations - World premiere » et présenté en avant-première mondiale, le 1er juillet 2017 au Festival international du film de Toronto, avant sa sortie au Royaume-Uni, le 1er septembre 2017.
En France, il est d’abord présenté, le 31 mars 2017, au Festival international du film policier de Beaune et d’autres festivals, où le réalisateur récolte le prix spécial Police, avant sa distribution directe en DVD dès le 23 janvier 2018.

## Distinctions

### Récompense
- Festival international du film policier de Beaune 2017 : Prix spécial Police

### Nominations
- Festival international du film fantastique de Neuchâtel 2017 : Méliès d'argent du meilleur long métrage fantastique européen pour Juan Carlos Medina
- Sant Jordi du cinéma 2018 : Meilleur acteur dans un film étranger pour Bill Nighy

### Sélection
- Festival international du film de Toronto 2016 : sélection « Special Presentations - World premiere »

### Bibliothèque
- Peter Ackroyd (trad. de l'anglais par Bernard Turle), Le Golem de Londres [« Dan Leno and the Limehouse Golem »], Paris, Robert Laffont, coll. « Pavillons », septembre 1996 (1re éd. 1994), 312 p. (ISBN 2-221-08086-6, présentation en ligne sur le site NooSFere)